# Trespasser (sång)
"Trespasser" är en sång av den svenska trance-duon Antiloop. Det släpptes i april 1998 av Stockholm Records som den femte singeln från deras debut studioalbum, LP. Den nådde plats 35 i Sverige.
Radioversionen har text, medan albumversionen är helt instrumental.

## Låtlista

### CD
| Nr | Titel                                     | Längd |
| -- | ----------------------------------------- | ----- |
| 1. | Trespasser (Radio Version)                | 3:39  |
| 2. | Trespasser (M 12 Remix)                   | 6:10  |
| 3. | Trespasser (Album Version)                | 8:02  |
| 4. | In My Mind (Stoney's Gangstas 2000 Remix) | 4:50  |

### 12"
| 1. | Trespasser (Album Version) | 7:47 |
| 2. | Trespasser (Radio Version) | 3:42 |

| 3. | Trespasser (M12 Remix)                    | 6:31 |
| 4. | In My Mind (Stoney's Gangstas 2000 Remix) | 6:20 |

## Listplaceringar
| Lista                       | Topplacering |
| --------------------------- | ------------ |
| Sverige (Sverigetopplistan) | 35           |